# Nezumia coheni
Nezumia coheni es una especie de pez de la familia Macrouridae en el orden de los Gadiformes.

## Morfología
• Los machos pueden llegar alcanzar los 40 cm de longitud total.

## Hábitat
Es un pez de aguas profundas que vive entre 710-1.032 m de profundidad.

## Distribución geográfica
Se encuentran en Nueva Caledonia, las Islas Kermadec y el este de Australia.